# Parafia Najświętszego Ciała i Krwi Chrystusa w Dąbrowie Górniczej
Parafia Najświętszego Ciała i Krwi Chrystusa w Dąbrowie Górniczej – rzymskokatolicka parafia położona w dekanacie dąbrowskim – Najświętszej Maryi Panny Anielskiej diecezji sosnowieckiej, metropolii częstochowskiej, erygowana w 1989 roku.

## Zasięg parafii
Teren parafii obejmuje część dzielnicy Mydlice, dawniej nazywanej „Bajbą”. Znajdowały się tu stare domy, których mieszkańcy uczęszczali na nabożeństwa do parafii Matki Bożej Anielskiej. 

## Historia
W latach 1986–1990 zaczęto budować wieżowce. W 1988 roku ks. Stefan Wyporski rozpoczął tworzenie ośrodka duszpasterskiego. Ten teren wyglądał wtedy zupełnie inaczej. Procesja Bożego Ciała odbywała się wśród wertepów, a dzieci gubiły buty w błocie – opowiadał pierwszy proboszcz parafii. Pierwsza Msza św. odprawiona została 1 września 1988 roku, na rozpoczęcie nowego roku szkolnego. Życie liturgiczne koncentrowało się przy małym domku naprzeciw szpitala miejskiego. Ludzie w czasie nabożeństw stali na dworze. W pracy duszpasterskiej pomagali księdzu proboszczowi sercanie – zakonnicy z sosnowieckiej dzielnicy Środula. Później pracę rozpoczął ks. Stanisław Paras – emerytowany proboszcz ze Strzemieszyc. Wreszcie władze zgodziły się, by kościół powstał na terenie kopalnianym za boiskiem. Nie był to wybór zbyt udany, ale na początek powstała kaplica o powierzchni 300 metrów kw. Przez osiem lat były w niej sprawowane Msze św. W tym czasie trwały starania o zmianę lokalizacji. W miejscu, gdzie obecnie znajduje się nowy kościół, stały dwie czerwone kamienice m.in. z biurami przedsiębiorstwa budującego osiedle. Ich miejsce miały z czasem zająć nowe wieżowce. W 1991 roku została ustalona lokalizacja przyszłej świątyni. Ogrodzono przyznany teren i pojawiły się pierwsze wykopy pod budowlę. Księża mieszkali w tym czasie w blokach. Duszpasterstwo łączono z pracami budowlanymi. 

## Grupy parafialne
W parafii działają: Krąg Biblijny, zespół charytatywny, Wspólnota Dorosłych Ruchu Światło-Życie, Ministranci, Akcja Katolicka, Żywy Różaniec Margaretki.

## Proboszczowie
- ks. prałat Stefan Wyporski (1988–1989 wikariusz terenowy; 1989–2006 proboszcz parafii)
- ks. mgr Andrzej Bil (2006–2011)
- ks. mgr Antoni Nowak (od 2011)